# Kooi Stadion
Het Kooi Stadion is een voetbalstadion in de Nederlandse plaats Leeuwarden. Het stadion is de thuishaven van de Nederlandse betaald voetbalclub SC Cambuur en biedt plaats aan 15.000 toeschouwers. Het stadion maakt deel uit van de gebiedsontwikkeling Elfstedenpark. De bouw van het stadion begon in juni 2022. De openingswedstrijd werd gespeeld op 18 augustus 2024.

## Geschiedenis

### Oude stadion
Sinds de oprichting in 1964 speelde SC Cambuur in het Cambuurstadion in de buurt Cambuur in het oostelijke deel van de stad. Het stadion bood plaats aan 10.000 toeschouwers.

### Ontwikkeling
Cambuur presenteerde in november 2013 voor het eerst haar plannen aan de gemeente Leeuwarden voor de bouw van een nieuw stadion achter de WTC Expo. Het nieuwe stadion moest plaats gaan bieden aan 15.000 toeschouwers en bijdragen aan de ambitie van de club om een stabiele Eredivisionist te worden. Volgens Ype Smid, destijds voorzitter van de raad van commissarissen, kende het plan twee pijlers: duurzaamheid met betrekking tot het energievraagstuk en ontwikkeling van commerciële ruimtes.
Het bleef enkele jaren stil rondom de ontwikkeling van een nieuw stadion in de Friese stad, maar op 18 juli 2017 maakte de gemeente bekend dat de gemeenteraad had ingestemd met de bouw van het nieuwe stadion. Het moest in april 2022 operationeel gereed zijn. Echter trok projectontwikkelaar Wyckerveste zich in november 2020 terug waardoor de oplevering minimaal een halfjaar vertraging opliep.
Enkele maanden later, op 5 maart 2021, werd bekend dat het project een nieuwe ontwikkelaar had gevonden en dat het ROC Friese Poort, dat een belangrijke rol speelt in de plannen, akkoord was met de gemaakte afspraken. De club voorzag juni 2021 als het moment om de definitieve plannen voor te leggen aan de gemeente.

### Bouw
De nieuwe ontwikkelaar van het project, Van Wijnen, dacht het stadion uiterlijk 1 september 2023 gereed te zullen hebben. Daarvoor zou de bouw in juli 2022 aanvangen. Op 30 juni 2022 werd de eerste "technische" paal geslagen voor de bouw van het nieuwe stadion. Een week later werd de eerste "officiële" paal geslagen. Eind 2022 werd bekend dat de ingebruikname van het stadion wederom vertraging had opgelopen. De verwachting werd uitgesproken dat de oplevering plaats zou vinden tussen december 2023 en het voorjaar van 2024. In het voorjaar van 2023 verliep de bouw voorspoedig en liep de bouw voor op schema. Het hoogste punt, met uitzondering van de vier lichtmasten, werd op 28 juni 2023 bereikt. Het stadion wordt casco opgeleverd aan SC Cambuur, waarna de club verantwoordelijk is voor de afbouw van onder andere de stoeltjes, het veld en de kleedkamers.

### Opening
Hoewel het stadion nog niet volledig afgebouwd was besloot de club het stadion alvast in gebruik te nemen. De eerste wedstrijd die gespeeld werd in dit stadion was op 18 augustus 2024 tussen SC Cambuur en Helmond Sport in de Eerste divisie. De wedstrijd ging verloren met 0–1.

## Naam
De werknaam was Stadion058. Op 1 februari 2024 werd bekend dat SC Cambuur een tienjarige overeenkomst had gesloten met Kooi Camerabewaking als naamgever van het nieuwe stadion in Leeuwarden.

## Gebiedsontwikkeling
Het stadion maakt onderdeel uit van gebiedsontwikkeling Elfstedenpark op het terrein van de Elfstedenhal en het WTC Expo. Naast voetbalclub SC Cambuur zullen ook diverse ondernemers en het ROC Friese Poort gebruik maken van het stadion. Rondom het stadion zijn ook nog een Holland Casino-vestiging, een McDonald's en een hotel te vinden.

## Interlands
| Nr. | Datum        | Wedstrijd                   | Uitslag | Competitie        |
| --- | ------------ | --------------------------- | ------- | ----------------- |
| 1.  | 26 juni 2025 | Nederland (v) - Finland (v) | 2-1     | Vriendschappelijk |